# Soulful Dynamics
Soulful Dynamics is een band uit Liberia.

## Carrière
De groep werd gevormd in 1965 in Liberia. In 1969 verhuisden de bandleden naar het Duitse Hamburg. In 1970 had de band zijn grootste hit met Mademoiselle Ninette.

## Discografie
| Single met hitnotering(en) in de Vlaamse Ultratop 50 | Datum van verschijnen | Datum van binnenkomst | Hoogste positie | Aantal weken | Opmerkingen          |
| ---------------------------------------------------- | --------------------- | --------------------- | --------------- | ------------ | -------------------- |
| Mademoiselle Ninette                                 | 1970                  | 04-04-1970            | 1               | 19           | in de Radio 2 Top 30 |
| Annabella                                            | 1970                  | 29-08-1970            | 28              | 3            | in de Radio 2 Top 30 |
| Saah-Saah-Kumba-Kumba                                | 1971                  | 09-10-1971            | 14              | 5            | in de Radio 2 Top 30 |